# Leek, Nederländerna
För andra betydelser, se Leek.

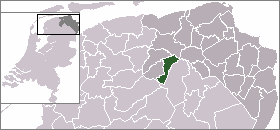
Leeks läge (grönt) i Groningen (mörkgrått).

Leek är en historisk kommun i provinsen Groningen i Nederländerna. Kommunens totala areal är 64,27 km² (där 0,7 km² är vatten) och invånarantalet är på 19 534 invånare (2005).